# Поляус
Поляус — река в России, протекает в Верхнекамском районе Кировской области. Устье реки находится в 9,2 км по левому берегу реки Малый Созим. Длина реки составляет 11 км.
Исток реки на Верхнекамской возвышенности в 14 км к северо-востоку от посёлка Созимский. Генеральное направление течения — юго-запад. Всё течение проходит по ненаселённому лесному массиву. Впадает в Малый Созим чуть выше начала водохранилища, известного, как «Созимский пруд», в 6 км к северо-востоку от посёлка Созимский.

## Данные водного реестра
По данным государственного водного реестра России относится к Камскому бассейновому округу, водохозяйственный участок реки — Кама от истока до водомерного поста у села Бондюг, речной подбассейн реки — бассейны притоков Камы до впадения Белой. Речной бассейн реки — Кама.
По данным геоинформационной системы водохозяйственного районирования территории РФ, подготовленной Федеральным агентством водных ресурсов:
- Код водного объекта в государственном водном реестре — 10010100112111100000962
- Код по гидрологической изученности (ГИ) — 111100096
- Код бассейна — 10.01.01.001
- Номер тома по ГИ — 11
- Выпуск по ГИ — 1